# Aci Catena
Aci Catena (Jaci Catina trong tiếng Sicilia) là một đô thị ở tỉnh Catania, vùng Sicilia, Italia.

## Thành phố kết nghĩa
- Ceuta, Tây Ban Nha

==Tham khảo==